# آرنو لاب
آرنو لاب (فرانسوی: Arnaud Labbe‎؛ زادهٔ ۳ نوامبر ۱۹۷۶) دوچرخه‌سوار اهل فرانسه است.
از باشگاه‌هایی که در آن رکاب زده‌است می‌توان به سن میشل–اوبر۹۳، تیم دوچرخه‌سواری دیرکت انرژی و تیم دوچرخه‌سواری کوفیدیس اشاره کرد.